# 불을 찾아서
《불을 찾아서》(La Guerre Du Feu, Quest For Fire)는 프랑스에서 제작된 장 자크 아노 감독의 1981년 판타지, 모험, 드라마 영화이다. 에버렛 맥길 등이 주연으로 출연하였고 존 케메니 등이 제작에 참여하였다.

## 출연

### 주연
- 에버렛 맥길
- 론 펄먼
- 니콜라스 카디
- 래 돈 총

### 조연
- 게리 슈왈츠
- 프랑크 올리비에 보네

## 기타
- 기타스텝: 안소니 버제스

## 같이 보기
- 생존 영화